# Juan Carlos Garro
Juan Carlos Garro nacido en Vera de Bidasoa (Navarra, España), es un exciclista profesional navarro.
A lo largo de su carrera profesional logró sus mayores éxitos en la modalidad de bicicleta de montaña dedicándose también al ciclocrós, donde logró dos subcampeonatos de España. Se retiró tras la finalización de la temporada de invierno 2003.

## Palmarés
1997
- 2.º en el Campeonato de España de Ciclismo de Montaña

2002
- 2.º en el Campeonato de España de Ciclocrós

2003
- 2.º en el Campeonato de España de Ciclocrós